# Liste der Verteidigungsminister Ägyptens
Die Verteidigungsminister Ägyptens sind Mitglieder der Regierung von Ägypten und Befehlshaber der Streitkräfte Ägyptens.
| Amtszeit                      | Verteidigungsminister    |
| ----------------------------- | ------------------------ |
| 1956–1964                     | Abdel Hakim Amer         |
| 1965–Oktober 1966             | Abdel Wahab al-Bishri    |
| Oktober 1966–9. Juni 1967     | Shamseddin Badran        |
| 21. Juli 1967–1970            | Amin Howeidi             |
| 1970–Dezember 1972            | Muhammad Sadiq           |
| Dezember 1972–Dezember 1974   | Ahmad Ismail Ali         |
| Dezember 1974–1978            | Abdel Ghani el-Gamasy    |
| 1978–1980                     | Kamal Hasan Ali          |
| 14. Mai 1980–2. März 1981     | Ahmad Badawi             |
| 1981–1989                     | Abd al-Halim Abu Ghazala |
| 1989–19./20. Mai 1991         | Youssef Sabri Abu Taleb  |
| 20. Mai 1991–12. August 2012  | Mohammed Hussein Tantawi |
| 12. August 2012–26. März 2014 | Abd al-Fattah as-Sisi    |
| seit 26. März 2014            | Sedki Sobhy              |